# ジャンバッティスタ・デッラ・ポルタ

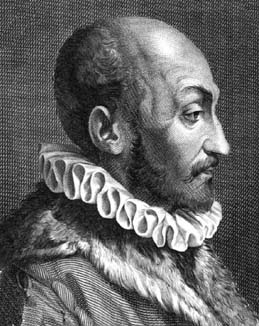
ジャンバッティスタ・デッラ・ポルタ

ジャンバッティスタ・デッラ・ポルタ（伊:Giambattista della Porta 、1535年頃 - 1615年2月4日）は、ルネサンス期のイタリア、ナポリの博学者、医師である。中世の魔術師・錬金術師と近代の科学者との間の存在である。

## 来歴
彼は、裕福な父ナルド・アントニオ・デッラ・ポルタの4人の息子の3男として、ナポリ近郊の町に生まれた。1558年に出版された著者『自然魔術』には、実験を重視する近代の科学的方法の萌芽と言うべき多くの記述がある。例えば「カメラ・オブスクラ（画家用のピンホールのある暗室）のピンホールにレンズを用いると、像が鮮明になる」ことなどが記述されていた。ナポリで出版された『自然魔術』（ラテン語）は各国語に翻訳されてベストセラーとなった。1560年には自然科学の最初の学会ともいえるOtiosi（怠け者たちの会：Academia Secretorum Naturaeとも）を自宅に開き、科学実験を行ったが、時の教皇パウルス5世により禁止された。1563年に暗号解読術の著書を、1586年に『観相術』を出版した。文芸の分野でも20ばかりの悲劇・喜劇を創作し、後の作家に影響を与えた。

## 訳書
- 『自然魔術』 澤井繁男訳、青土社、1990年／講談社学術文庫、2017年
- 『自然魔術　人体篇』 澤井繁男訳、青土社、1996年